# William A. Clark
William A. Clark (Connellsville, 1839. január 8. – New York, 1925. március 2.) az Amerikai Egyesült Államok szenátora (Montana, 1899–1900 és 1901–1907).